# Eleutherobia studeri
Eleutherobia studeri är en korallart som först beskrevs av Thomson 1910.  Eleutherobia studeri ingår i släktet Eleutherobia och familjen läderkoraller. Inga underarter finns listade i Catalogue of Life.